# 30 Urânia
Urânia (asteroide 30) é um asteroide da cintura principal com um diâmetro de 100,15 quilómetros, a 2,06744975 UA. Possui uma excentricidade de 0,12638171 e um período orbital de 1 329,71 dias (3,64 anos).
Urânia tem uma velocidade orbital média de 19,36137171 km/s e uma inclinação de 2,09748362º.
Este asteroide foi descoberto em 22 de Julho de 1854 por John Hind.
Foi batizado em honra de Urânia, a musa grega da astronomia.